# Gullberg (efternamn)
 Gullberg är ett efternamn, som den 31 december 2014 bars av 2001 personer bosatta i Sverige.
- Anders Gullberg (född 1947), sociolog, stads- och teknikhistoriker
- Anders Gullberg (konstnär) (1927–2000), konstnär, tecknare och grafiker
- Anna Gullberg (född 1970), journalist och debattör
- Arthur Gullberg (1881–1950), advokat
- Berit Gullberg (född 1939), författare och teaterförläggare
- Daniel Gullberg (född 1991), bridgespelare
- Elsa Gullberg (1886–1984), inredningsarkitekt och textilformgivare
- Gotthard Gullberg (1845–1923), skolman och läroboksförfattare
- Gustaf Gullberg (1859–1911), publicist och kåsör
- Helge Gullberg (1903–1987), språk och litteraturforskare
- Hjalmar Gullberg (1898–1961), författare och poet
- Hjalmar Gullberg (statistiker) (1847–1923)
- Ingvar Gullberg (1917–2001), lexikograf
- Jill Gullberg (född 1988), ryttare
- Josefina Gullberg (1859–1939), finländsk-svensk balettdansare och balettmästare
- Karl Gullberg (1884–1951), konstnär, tecknare och grafiker
- Martin Gullberg (född 1955), seglare och molekylärbiolog
- Olof Gullberg (1931–2016), tonsättare
- Oscar Gullberg (1890–1985), konstnär
- Sam Gullberg (1909–1943), författare, sångare, musiker, redaktör, översättare
- Tom Gullberg (född 1965), finländsk historiker
- Torsten Gullberg (1884–1948)), journalist och flygare
- Wilhelm Gullberg (1868–1921), predikant och liberal politiker